# ويلف مالكولم
ويلف مالكولم (بالإنجليزية: Wilf Malcolm)‏ هو رياضياتي نيوزيلندي، ولد في 29 نوفمبر 1933 في فيلدلينغ ‏ في نيوزيلندا، وتوفي في 4 أكتوبر 2018 في أوكلاند في نيوزيلندا.